# Lasianthus stipularis
Lasianthus stipularis är en måreväxtart som beskrevs av Carl Ludwig von Blume. Lasianthus stipularis ingår i släktet Lasianthus och familjen måreväxter.

## Underarter
Arten delas in i följande underarter:
- L. s. hirtus
- L. s. stipularis